# Sclerotheca
Sclerotheca is een geslacht uit de klokjesfamilie (Campanulaceae). De soorten uit het geslacht komen voor in het zuid-centrale deel van het Pacifisch gebied.

## Soorten
- Sclerotheca arborea (G.Forst.) A.DC.
- Sclerotheca forsteri Drake
- Sclerotheca jayorum J.Raynal
- Sclerotheca longistigmata F.Br.
- Sclerotheca magdalenae J.Florence
- Sclerotheca margaretae F.Br.
- Sclerotheca oreades E.Wimm.
- Sclerotheca raiateensis (Baill.) Pillon & J.Florence
- Sclerotheca seigelii (J.Florence) Pillon & J.Florence
- Sclerotheca viridiflora Cheeseman

... · 
Adenophora · 
Brighamia · 
Cyanea · 
Campanula (Klokje) · 
Campanulastrum · 
Delissea · 
Jasione · 
Legousia (Spiegelklokje) ·  
Lobelia (Lobelia) · 
Ostrowskia · 
Phyteuma (Rapunzel) · 
Trachelium · 
Wahlenbergia · 
...